# Zenobiusz
Zenobiusz, Zenobi – imię męskie pochodzenia greckiego, złożone z członów Dzeno- (homerycka forma imienia Zeusa) i bios ("życie"). 

Wymowa Zenobios, zamiast pierwotnej Dzenobios, pochodzi z czasów rzymskich.
Żeńskim odpowiednikiem jest Zenobia.
Zenobiusz imieniny obchodzi: 
- 20 lutego, jako wspomnienie św. Zenobiusza z Sydonu[2],
- 5 maja,
- 29 października, jako wspomnienie św. Zenobiusza, biskupa Egei i jego siostry św. Zenobii[3],
- 24 grudnia.

Zenobiusz w innych językach:
- rosyjski – Зиновий (Zinowij), Зенов[4].

Znane osoby noszące imię Zenobiusz:
- Zenobiusz Bednarski
- Zenobiusz Rugiewicz